# مولدروو (اکلاهما)
مولدروو(به انگلیسی: Muldrow) شهری در ایالت اکلاهما کشور ایالات متحده آمریکا است که جمعیت آن در سرشماری سال ۲۰۱۰ میلادی، ۳٬۴۶۶ نفر بوده‌است.